# Cung điện Tuscan

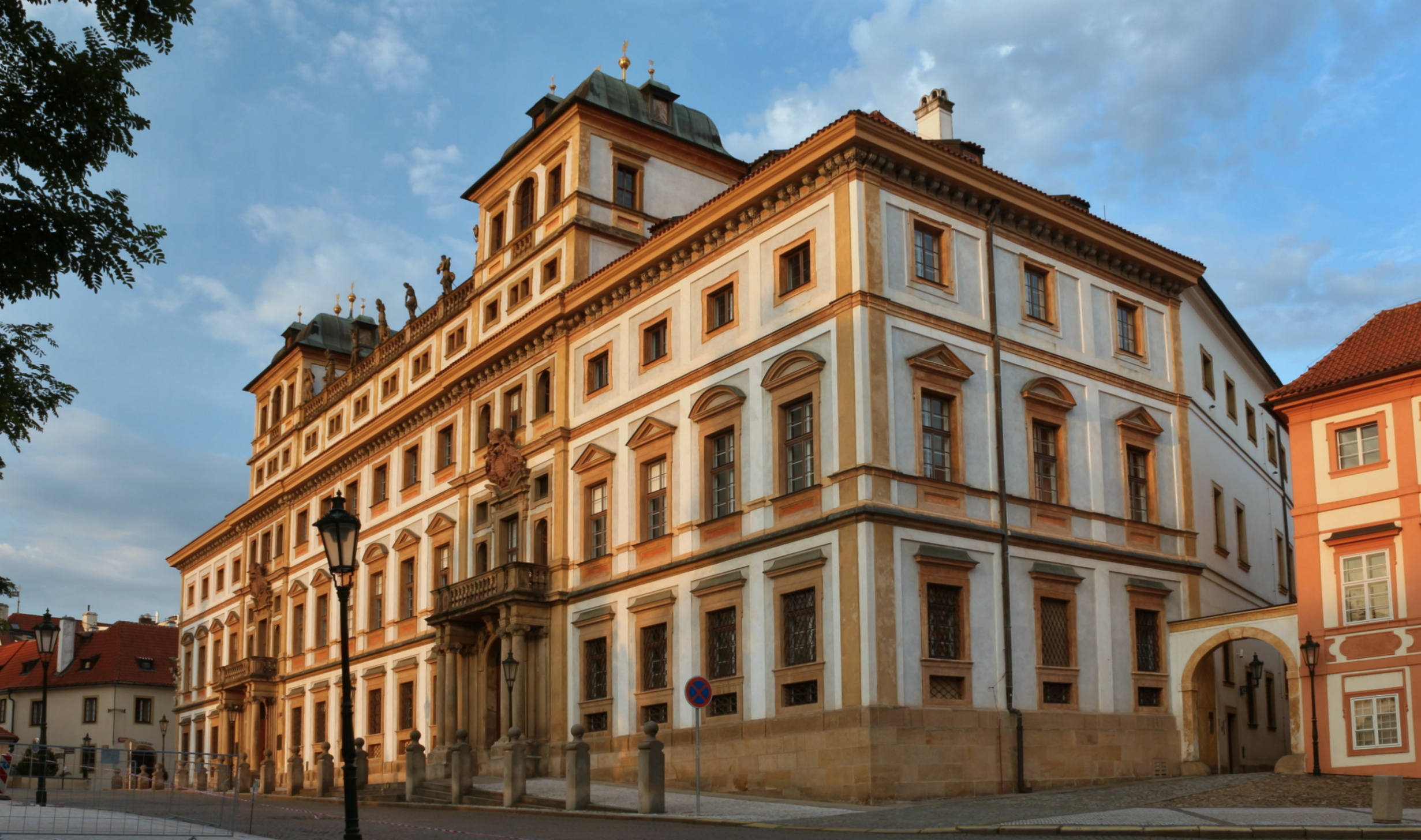
Cung điện Tuscan (2017)

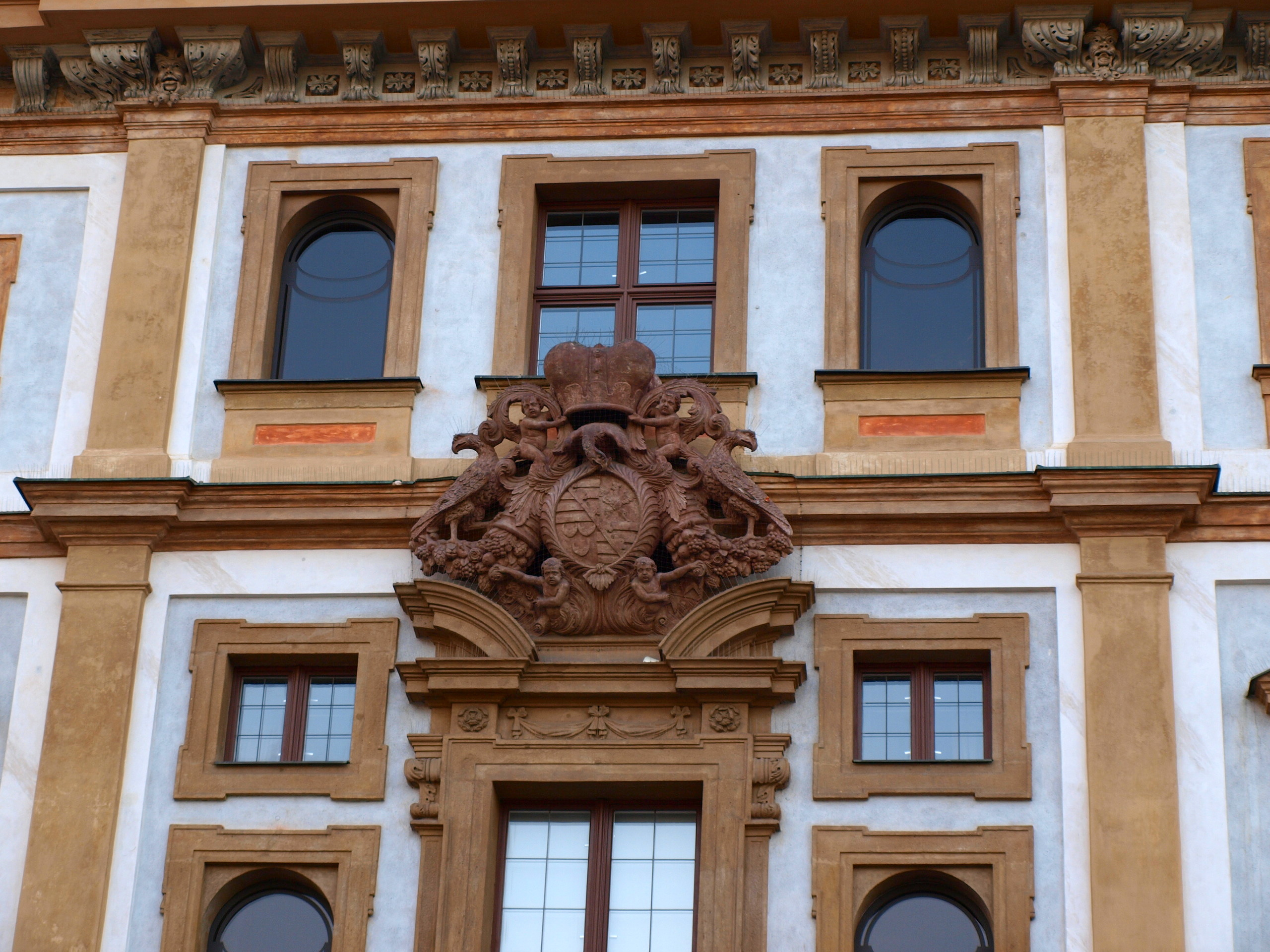
Mặt tiền cùng với quốc huy (2012)

Cung điện Tuscan, hay Cung điện Thun-Hohenstein (tiếng Séc: Toskánský palác, Thun-Hohenštejnský palác) là một trong những cung điện lịch sử nổi tiếng ở Praha, tọa lạc ở phía tây của quảng trường Hradčany, Cộng hòa Séc. Cung điện Tuscan có tên trong danh sách di tích văn hóa quốc gia từ năm 1964.

## Lịch sử
Cuối thế kỷ 17, Bá tước Michael Osvald Thun-Hohenstein bắt đầu xây dựng một cung điện gần lâu đài Praha. Năm 1718, Công tước xứ Tuscany - Anna Marie Františka mua lại cung điện và hoàn thành việc xây dựng cung điện. Sau đó, cung điện Tuscan từng được tái thiết toàn diện vào năm 1998. Hiện nay, Bộ Ngoại giao Cộng hòa Séc có đặt trụ sở ở đây.

## Kiến trúc
Công trình kiến trúc này do kiến trúc sư người Pháp Jean-Baptiste Mathey đảm nhiệm việc thiết kế và được hoàn thành dưới sự hỗ trợ của kiến trúc sư người Ý Giacomo Antonio Canevalle. Vì vậy, cung điện Tuscan mang phong cách kiến trúc Baroque, kết hợp với chủ nghĩa cổ điển. Mặt tiền hoành tráng được trang trí bằng quốc huy của người Tuscan cùng nhiều họa tiết điêu khắc đa dạng.